# Pronomes da língua espanhola

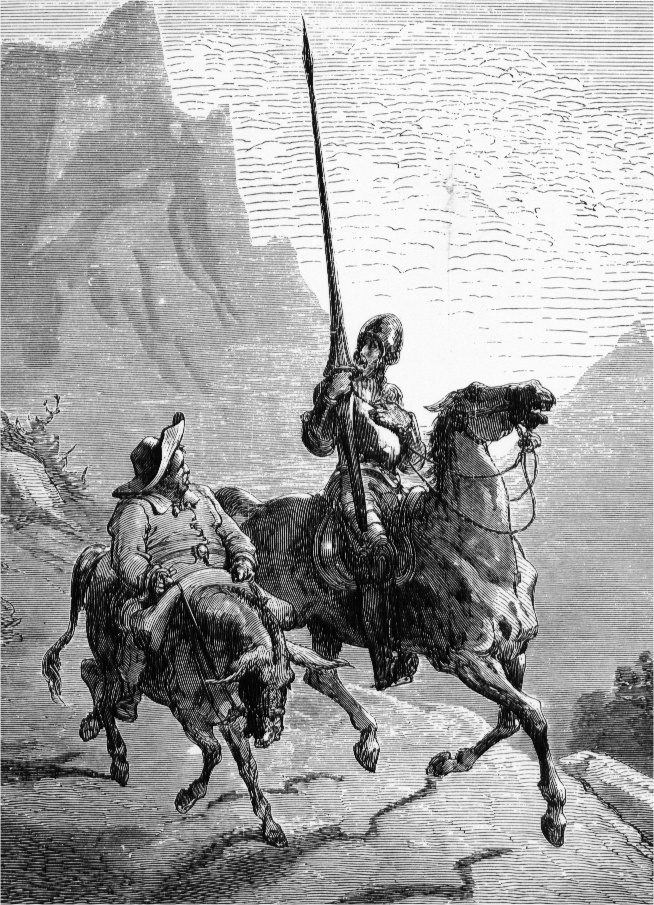
Dom Quixote, obra-prima da literatura espanhola.

Os pronomes constituem a classe de palavras categoremáticas, ou seja, são palavras cujo significado é apenas categorial, sem representar nenhuma matéria extralinguística. A análise de um pronome em isolado não permitiria identificar nele um significado léxico dentro de si mesmo, pois seu significado na frase ocorre de acordo com a situação ou outras palavras do contexto.
Os pronomes da língua espanhola (Pronombres) se classificam em:
- Pronombres personales (Pronome pessoal do caso reto)
  - Tónicos o independientes (de casos nominativo-vocativo e preposicional)
  - Átonos ou clíticos (de casos acusativo e dativo)
    - Reflexivos e recíprocos

  - Posesivos
- Pronombres no-personales
  - Demostrativos
  - Interrogativos o exclamativos (enfáticos)
  - Relativos
  - Indefinidos
  - Numerales
- Pronombres relativos

## Pronombres personales
Em espanhol os pronombres personales (Pronome pessoal do caso reto) podem expressar persona gramatical(Pessoa Gramatical), género(Gênero gramatical), número e caso. São as palavras usadas para referir-se a cualquer das três pessoas gramaticais sem usar um substantivo. Se chamam pronombres(pronomes) por que substituem ou equivalem a um nome, quer dizer, possuem os mesmos referentes que os nomes:
Él habla(Ele fala)
O él(ele) faz referência a uma pessoa (ou animal ou algo animado), que se designa por um nome masculino. A lista de pronombres personales do espanhol difierem um pouco das variantes do español, especialmente no plural da segunda perssoa que na maioría das vezes carece de forma específica:
| Pronombres personales tónicos | Pronombres personales tónicos                                                                                    | Pronombres personales tónicos                                                           |
| PESSOA                        | NÃO-PREPOSICIONAL                                                                                                | PREPOSICIONAL                                                                           |
| ----------------------------- | --- | --------------------------------------------------------------------------------------- |
| 1.ª pess.                     | yo-(Eu) | mí-(mim), conmigo-(comigo)                                                              |
| 2.ª pess.                     | tú (general), vos (voseo), usted (formal) (1)                                                                    | ti, contigo                                                                             |
| 3.ª pess.                     | él-(ele), ella-(ela), ello-(isso [aproximação ao português, não existe com certeza uma tradução segura de ello]) | él, ella, ello, sí, consigo                                                             |
| 1.ª pess. pl.                 | nosotros-(nós), nosotras-(nós)                                                                                   | nosotros, nosotras                                                                      |
| 2.ª pess. pl.                 | ustedes-(Vocês) (América, España formal) (1) vosotros, vosotras-(Vós) (España informal)                          | ustedes-(Vocês) (América, España formal) (1) vosotros, vosotras-(Vós) (España informal) |
| 3.ª pess. pl.                 | ellos, ellas-(eles, elas)                                                                                        | ellos, ellas, sí, consigo                                                               |

Nota 1: Os pronomes usted e ustedes são semánticamente de 2.ª pessoa, mas gramaticalmente de 3.ª perssoa.

Os pronombres personales átonos são clíticos verbaes que realizam funções de objeto direto ou objeto indireto:
| Pronombres personales átonos | Pronombres personales átonos | Pronombres personales átonos |
| PESSOA                       | SINGULAR                     | PLURAL                       |
| ---------------------------- | ---------------------------- | ---------------------------- |
| 1.ª pess.                    | me                           | nos                          |
| 2.ª pess.                    | te, se (1)                   | os (España informal), se (1) |
| 3.ª pess.                    | lo, la, le, se               | los, las, les, se            |

Nota 2: O pronome de 3.ª pessoa se é semánticamente de 2.ª persona quando concorda com usted ou ustedes.

#### Pronombres recíprocos
Expressam a reciprocidade da ação verbal a um sujeito plural ou multiplo, ou também pode acontecer quando dois ou mais indivíduos a usam uns sobre os outros.
As formas destes pronomes são 3, e somente no plural:
- Nos, para a primeira pessoa.
- Os, para a segunda pessoa. (não usado na América)
- Se, para a terceira pessoa, usted e ustedes.

Exemplo: «Andrea y yo no nos hablamos» (Andreia e eu já não nos falamos), o «nos» faz referência a Andrea (Andreia) e á yo (eu).

#### Colocação pronominal (Colocación pronominal)
A colocação pronominal em espanhol é mais simples do que em português.
Os pronomes átonos são colocados antes do verbo quando estão conjugados em qualquer tempo no modo indicativo ou subjuntivo.
São colocados depois do verbo quando o mesmo está no infinitivo, imperativo afirmativo ou gerúndio.
No modo imperativo negativo o pronome aparece antes do verbo.
No modo imperativo afirmativo tem-se metaplasmo (perda das letras s e d) das formas verbais que acompanham os pronomes nos e os.
Apesar de estar em desuso, em português, quando o verbo está no futuro do presente ou futuro do pretérito, ocorre a mesóclise (colocação do pronome no meio do verbo), inexistente em espanhol.

### Pronombres posesivos (Pronomes Possessivos)
Na gramática tradicional do espanhol, se distinguem entre adjetivos possessivos e pronomes possessivos. No espanhol os possessivos se usam para denotar propriedade. Possuem a mesma forma que os adjetivos possessivos, de fato, o pronome possessivo se forma con um artículo mais um adjetivo possessivo. Os pronomes possessivos expresam também género e número. As formas destes pronomes são:
| Pronombres posesivos           | Pronombres posesivos       | Pronombres posesivos       | Pronombres posesivos       | Pronombres posesivos       | Pronombres posesivos       |
|                                | SINGULAR                   | SINGULAR                   | SINGULAR                   | PLURAL                     | PLURAL                     |
| masculino                      | feminino                   | nêutro                     | masculino                  | feminino                   |                            |
| UM POSSESSOR (ou singular)     | UM POSSESSOR (ou singular) | UM POSSESSOR (ou singular) | UM POSSESSOR (ou singular) | UM POSSESSOR (ou singular) | UM POSSESSOR (ou singular) |
| ------------------------------ | -------------------------- | -------------------------- | -------------------------- | -------------------------- | -------------------------- |
| 1.ª pessoa                     | el mío                     | la mía                     | lo mío                     | los míos                   | las mías                   |
| 2.ª pessoa                     | el tuyo                    | la tuya                    | lo tuyo                    | los tuyos                  | las tuyas                  |
| 3.ª pessoa                     | el suyo                    | la suya                    | lo suyo                    | los suyos                  | las suyas                  |
| VARIOS POSSESSORES (ou plural) |                            |                            |                            |                            |                            |
| 1.ª pessoa                     | el nuestro                 | la nuestra                 | lo nuestro                 | los nuestros               | las nuestras               |
| 2.ª pessoa                     | el vuestro                 | la vuestra                 | lo vuestro                 | los vuestros               | las vuestras               |
| 3.ª pessoa                     | el suyo                    | la suya                    | lo suyo                    | los suyos                  | las suyas                  |

Exemplo: «El nuestro es mejor que el tuyo», o «nuestro» e o  «tuyo» fazem referência a objetos que pertencen a nosotros (nós) e a vos, respectivamente.
- Se o adjetivo estiver anteposto ao substantivo, utilizam-se as formas átonas (mi, tu, su, etc.).
- Se o adjetivo estiver posposto ao substantivo, utilizam-se as formas tônicas (mío, tuyo, suyo, etc.).
- Quanto aos pronomes, utilizam-se sempre as formas tônicas (mío, tuyo, suyo, etc.).
As formas nuestro e vuestro não se apocopam.
Substantivação dos possessivos:
Los míos, los tuyos e los suyos usam-se para fazer referência à família.
Lo mío, lo tuyo e lo suyo usam-se para se referir a habilidades pessoais.
Omissão do substantivo:
Em algumas frases, a presença do pronome faz com que não seja necessário expressar o substantivo ao qual ele se refere.
Observações:
Para que não haja dúvida sobre o possuidor, é comum substituir-se as formas su (s), suyo (a), suyos (as), pelas formas de él, de ella, de ellos, de ellas, de usted, de ustedes.
Em espanhol, não é comum a utilização de possessivos para fazer referência a partes do corpo e roupas (peças de vestuário). Nesses casos, utiliza-se os artigos el, la, los, las.

### Pronombres demostrativos (Pronomes demonstrativos)
Os pronomes demostrativos servem para denotar á uma pessoa, animal ou coisa. A maneira de fixar a referência destes pronomes se faz normalmente segundo a proximidade ou a distância do referido.
As formas destes pronomes são:
| Pronombres demostrativos | Pronombres demostrativos | Pronombres demostrativos | Pronombres demostrativos | Pronombres demostrativos | Pronombres demostrativos |
|                          | SINGULAR                 | SINGULAR                 | SINGULAR                 | PLURAL                   | PLURAL                   |
| masculino                | feminino                 | neutro                   | masculino                | feminino                 |                          |
| ------------------------ | ------------------------ | ------------------------ | ------------------------ | ------------------------ | ------------------------ |
| Proximidade              | éste                     | ésta                     | esto                     | éstos                    | éstas                    |
| Distância média          | ése                      | ésa                      | eso                      | ésos                     | ésas                     |
| Distância                | aquél                    | aquélla                  | aquello                  | aquéllos                 | aquéllas                 |

Exemplo: «Éste sabe mucho», o «Éste» faz referência a alguém que está próximo ao que fala.
Os demonstrativos podem formar expressões bastante utilizadas em espanhol.
a eso de  + hora é usada para dar ideia de hora aproximada.
¿ y eso? é usada para pedir esclarecimento diante de uma notícia surpreendente, inesperada.
en esto é usada para introduzir um fato novo no momento de um fato relatado.
esto es é usada para reformular o que foi dito.
eso es é usada para expressar aprovação.
en una de ésas é usada para fazer referência a algo que possa ocorrer inesperadamente.
Em espanhol, o demonstrativo não admite contração com preposições, como ocorre em português:
Português: nessa, nisto, naquele, desta.
Espanhol: en esa, en esto, en aquel, de esta. (e não nesa, nesto, naquel, desa, desto, daquel)
Formas neutras:
São aquelas que fazem referência a conceitos abstratos. Aparecem sempre no singular e nunca são utilizadas diante de substantivos.
| Espanhol | Português |
| esto     | isto      |
| eso      | isso      |
| aquello  | aquilo    |

a) O uso das formas neutras é bastante comum nas orações interrogativas, quando não há necessidade de se repetir o substantivo, uma vez que está claro na frase.        
|  | Esto es una fruta. (Isto é uma fruta.) ¿Qué es eso? (Que é isso?) |

b) Não se usam as formas neutras para fazer referência a pessoas. Em seu lugar, tem-se as formas masculinas e femininas.
| ¿Quién es ése? (Quem é esse?) Es mi padre. (É o meu pai.) |

## Pronombres relativos (Pronomes Relativos)
São aqueles que se referem a um termo já mencionado.
Usos e Exemplos (Usos y Ejemplos)
QUE
É o pronome mais utilizado, refere-se a pessoas ou coisas.
   El coche que quieres es caro.
   (O carro que queres é caro.)
EL QUE, LOS QUE, LA QUE, LAS QUE
São formas muito utilizadas para evitar a repetição de um termo já mencionado. Exprimem tom de formalidade.
| — ¿Tienes una falda verde? — No, la que tengo es roja. ( — Você tem uma saia verde?) ( — Não, a que tenho é vermelha.) |

QUIEN, QUIENES
São formas que se referem apenas a pessoas.
| La mujer a quien me dirigí era la esposa del presidente. (A mulher a quem me dirigi era a esposa do presidente.) * No espanhol, além da forma quien, tem-se quienes (plural). Esas mujeres, quienes están en el balcón, son muy ricas. (Essas mulheres, as quais estão na sacada, são muito ricas.) |

CUYO, CUYA, CUYOS, CUYAS
Exprimem ideia de posse (relativo possessivo), estabelecendo concordância sempre com a coisa possuída, nunca com o possuidor.
   Ese hombre, cuyas hijas son todas rubias, es vecino nuestro.
   (Esse homem, cujas filhas são todas loiras, é nosso vizinho.)
EL CUAL, LA CUAL, LOS CUALES, LAS CUALES, LO CUAL
São formas que exercem função de pronome substantivo, exprimindo tom de formalidade.
|  | Juan, el cual se exilió en España, decidió volver a Argentina. (Juan, o qual se exilou na Espanha, decidiu voltar à Argentina.) |

CUANTO, CUANTA, CUANTOS, CUANTAS
São formas que exercem função de pronome substantivo ou pronome adjetivo.
   Le prestó cuanto (dinero) encontró. (pronome)
   (Emprestou-lhe quanto dinheiro encontrou.)   
Advérbios (Adverbios)
  Alguns advérbios também funcionam como relativos. Veja os exemplos:
DONDE: El pueblo donde yo crecí, es ahora ciudad. (O povoado em que eu cresci, é agora cidade.)
COMO: Se portó como un hombre. (Portou-se como um homem.)
CUANDO: Mi hermano vendrá cuando pueda. (Meu irmão virá quando puder.)
Os pronomes relativos podem servir de enlace entre uma oração principal e uma oração subordinada.
Assim, as orações introduzidas pelos relativos podem ser explicativas ou especificativas (equivalem às restritivas no português).

## Pronombres indefinidos (Pronomes Indefinidos)
São os que não possuem término definido, são os que expresan quantidade, identidade, etc.
As formas que podem tomar esse pronomes são muitas, algumas delas são:
| Pronombres indefinidos | Pronombres indefinidos | Pronombres indefinidos | Pronombres indefinidos | Pronombres indefinidos |
| SINGULAR               | SINGULAR               | SINGULAR               | PLURAL                 | PLURAL                 |
| masculino              | feminino               | nêutro                 | masculino              | feminino               |
| ---------------------- | ---------------------- | ---------------------- | ---------------------- | ---------------------- |
| uno (um)               | una (uma)              | uno (um)               | unos (uns)             | unas (umas)            |
| alguno (algun)         | alguna (alguma)        | algo                   | algunos                | algunas                |
| ninguno (nenhum)       | ninguna                | nada                   | ningunos               | ningunas               |
| poco (pouco)           | poca                   | poco                   | pocos                  | pocas                  |
| escaso                 | escasa                 | escaso                 | escasos                | escasas                |
| mucho (muito)          | mucha                  | mucho                  | muchos                 | muchas                 |
| demasiado              | demasiada              | demasiado              | demasiados             | demasiadas             |
| todo                   | toda                   | todo                   | todos                  | todas                  |
|                        |                        |                        | vários                 | varias                 |
| otro (outro)           | otra                   | otro                   | otros                  | otras                  |
| mismo                  | misma                  | mismo                  | mismos                 | mismas                 |
| tan, tanto             | tanta                  | tanto                  | tantos                 | tantas                 |
| alguien                |                        |                        |                        |                        |
| nadie (ninguém)        |                        |                        |                        |                        |
| cualquiera             | cualquiera             | cualquiera             | cualesquiera           | cualesquiera           |
| quienquiera            | quienquiera            | quienquiera            | quienesquiera          | quienesquiera          |
| demás                  | demás                  | demás                  | demás                  | demás                  |

Exemplo: 
Otro no lo hubiese hecho (= Otro X no lo hubiese hecho).
Cualquiera puede hacerlo (= Cualquier X puede hacerlo).
No queda ninguno (= No queda ningún X).
Agarra alguno (= Agarra algún X).

Uso dos indefinidos (Uso de los Indefinidos)
Indefinidos invariáveis
ALGO, NADA, ALGUIEN, NADIE
a) algo e nada referem-se a coisas, enquanto alguien e nadie referem-se a pessoas. Veja a utilização como pronome:
b) algo e nada funcionam como advérbio quando modificam um adjetivo, particípio ou advérbio de modo. Algo tem sentido de un poco e nada tem sentido de muy:
   Me siento algo feliz. (advérbio)
   (Me sinto um pouco feliz.)
   Esta chica no me parece nada contenta. (advérbio)
   (Esta menina não me parece muito contente.)
DEMÁS
   (O filme o encanta. Todo o mais não é importante para ele.)
c) Forma locuções adverbiais (por demás = inútilmente ou en demasía; por lo demás):
   Está por demás que lo invites pues no te dará atención.
   (É inútil que o convides, pois não te dará atenção.)
   Es por demás aburrida.
   (É muito entediada.)
   Lo invité normalmente a Alejandro, por lo demás, no fue conmigo la riña.
   (Convidei Alejandro normalmente, afinal de contas, não foi comigo a briga.)
MÁS, MENOS
a) Aparecem como alguien más, nada menos que, nadie más, alguno más, otro más, etc.
   ¿Alguien más lo sabe?
   (Alguém mais sabe?)
   Escribimos nada menos que diez cartas para Ana.
   (Escrevemos nada menos que dez cartas para Ana.)
CADA
É o indefinido distributivo.
a) Quando precede substantivos numeráveis no singular ou numerais cardinais, funciona como pronome adjetivo:
b) Aparece em forma elíptica como pronome substantivo, indicando unidade quando se refere a valor, peso ou medida:
   Treinta pesetas cada.
   (Trinta pesetas cada.)
c) Cada cual e cada uno funcionam como pronomes compostos e ambos são pronomes substantivos:
   Cada cual con sus problemas.
   (Cada qual com seus problemas.)
   Cada uno debe luchar por sus sueños.
   (Cada um deve lutar pelos seus sonhos.)
d) Cada vez más e cada vez menos são formas comparativas:
   Trabaja cada vez más y recibe cada vez menos.
   (Trabalha cada vez mais e recebe cada vez menos.)
Indefinidos Variáveis
ALGUNO(A) (OS) (AS), ALGÚN, NINGUNO(A) (OS) (AS), NINGÚN
a) Alguno e ninguno sofrem apócope - algún e ningún - quando precedem um substantivo masculino singular:
DEMASIADO, MUCHO, POCO
a) Demasiado significa en demasía (em demasia, em excesso), que é diferente de mucho (grande quantidade):
   Demasiados se juntaron a Juan. (pronome)
   Es poco probable que no venga. (adjetivo)
   (É pouco provável que não venha.)
   Se rieron poco. (advérbio)
   (Riram pouco.)
   Compré diez panes, pero me entregaron pocos. (pronome)
   (Comprei dez pães, mas me entregaram poucos.)
OTRO
a) Pode significar distinto, diferente, unos más ou varios más.
   No me gusta esta falda; quiero probar otra.
   (Não gosto dessa saia; quero provar outra.)
   Aquí tiene otras tantas películas para elegir.
   (Aqui tem outros tantos filmes para escolher.)
Atenção!
Não se deve usar artigo indefinido antes de otro em espanhol, como é comum em português. No entanto, é correto usar artigo definido antes de otro/a/os/as, como também ocorre em português.
VARIOS(AS)
   Hay varios tipos de mujeres que no me agradan.
a) Embora menos comum, existem as formas singulares vario/varia que exercem função de adjetivo e significam inconstante ou variado(a):
BASTANTE(S)
Tanto em português como em espanhol, bastante significa numeroso, abundante (com o sentido de para mais do que para menos) ou suficiente, que basta, que é necessário.
   Estudié bastante para aprobar en matemáticas.
O sujeito da frase acima estudou o suficiente para ser aprovado, que não necessariamente tem o mesmo sentido de:	Estudei	muito	para ser aprovado em matemática. Para esta conotação, em espanhol devemos escrever:
CUALQUIERA - CUALESQUIERA
Indicam indiferença.
a) Cualquiera sofre apócope (cualquier) quando precede um substantivo singular, tanto masculino como feminino.
   Cualquier día de estos paso por tu casa. (adjetivo)
   (Qualquer dia desses passo pela tua casa.)
   Para un chico, cualquier escuela es mejor que estar en la calle. (adjetivo)
   (Para um menino, qualquer escola é melhor que estar na rua.)
   Éste es un libro cualquiera. (adjetivo)
   (Este é um livro qualquer.)
b) As expressões cualquiera que / cualesquiera que pedem verbo no subjuntivo.
c) Pode ter valor depreciativo quando aparecer depois de um substantivo:
   No hablo de una película cualquiera.
   (Não falo de um filme qualquer.)
QUIENQUIERA - QUIENESQUIERA
Correspondem ao quem quer que do português. A diferença é que em espanhol há flexão de número.
CIERTO(S) - CIERTA(S)
a) Só são considerados como indefinidos quando precedem um substantivo:
   Hay ciertos asuntos que se deben tratar de modo particular.
   (Há certos assuntos que se devem tratar de modo particular.)
   Pablo toma ciertas actitudes en el trabajo que me desagradan muchísimo.
   (Pablo toma certas atitudes no trabalho que me desagradam muitíssimo.)
b) Perde a característica de indefinido quando aparece posposto a um substantivo, significando exacto/adecuado:
TANTO, TAN
a) Usa-se tanto antes de substantivos, com valor de adjetivo:
   Tengo tanto miedo de salir de copas por la noche.
   (Tenho tanto medo de sair para beber a noite.)
b) Pode ter valor de advérbio:
   Nunca vi Rocío llorar tanto.
   (Nunca vi Rocío chorar tanto.)
c) No plural significa muchos/muchas:
d) Pode ter valor comparativo:
   ¿Tengo muchos libros, y tú? - No tengo tantos.
   (Tenho muitos livros, e tu? - Não tenho tantos.)
e) Un tanto significa un poco, algo, una parte de, cierta cantidad, e nesses casos perde a noção de indefinido:
   Lo veo un tanto raro hoy. (advérbio)
   (O vejo um tanto raramente hoje.)
   Tienes que guardar un tanto todos los meses para tus gastos de viaje. (substantivo)
   (Tens que guardar um pouco todos os meses para teus gastos com viagem.)
f) Tan é a forma apocopada de tanto e é usada diante de adjetivo singular, com valor de advérbio:
   Lo siento tan alegre.
   (O sinto tão alegre.)
MISMO(S), MISMA(S)
a) Vai precedido de artigo quando acompanha um substantivo:
   Viven en la misma ciudad.
   (Vivem/moram na mesma cidade.)
b) Quando vai posposto ao substantivo ou ao advérbio tem sentido enfático. Posposto ao advérbio é invariável e posposto ao substantivo/pronome pessoal é variável em gênero e número.
c) São usuais as expressões lo mismo, lo mismo que, lo mismo de:
    A mí me da lo mismo. (com sentido de A mí me da igual, que em português significa Para mim dá na mesma, tanto faz.)
¡Atención!
Cuidado	ao	empregar mismo em espanhol. Nem sempre ele tem igual significado de mesmo do português:
Incluso los hombres se divirtieron con la fiesta.
(Até mesmo, inclusive os homens se divertiram com a festa.)
Yo realmente no quiero cenar.
(Eu não quero mesmo jantar.)
Me caso el próximo año. - ¡No me digas!
(É mesmo?)
UNO
Forma neutra.
a) Quando pronome pessoal indefinido, refere-se a pessoa de modo geral:
   Uno nunca sabe cuando Alejandro vendrá. (A gente nunca sabe quando Alejandro virá. ou Nunca se sabequando Alejandro virá. - impessoalidade)
b) Pode ter sentido de uma pessoa, alguém:
   En la escuela buscan a uno que hable español perfectamente.
   (Na escola buscam alguém/uma pessoa que fale espanhol perfeitamente.)
c) Perde o caráter de indefinido tendo valor de pronome adjetivo ou artigo indefinido, sofrendo apócope (un):
   Un gran partido.
   (Uma grande partida.)
   Mis hijos son muy distintos: uno, los ojos azules, otro, los ojos negros.
   (Meus filhos são muito diferentes: um, os olhos azuis, o outro, os olhos pretos.)
TAL, TALES
a) Indicam que a realidade não é bem conhecida, ou não é importante:
b) Pode assumir valor demonstrativo:
   No me encanto por tales músicas.
   (Não gosto de tais músicas.)
c) Introduz frases comparativas ou desempenha papel intensificador:
TODO (forma neutra), TODOS, TODA(S)
a) Indicam totalidade:
   Todo me parece muy bien. (tudo)
   (Tudo me parece muito bem.)
   Llegaron todos.
   (Chegaram todos.)
   Saldré con todas.
   (Sairé com todas.)
b) Podem-se colocar artigos, possessivos e demonstrativos entre os indefinidos todo/a/os/as:
c) Quando aparece antes de um substantivo significa cualquiera:
   Toda persona desea tener un buen empleo.
   (Toda pessoa deseja ter um bom emprego.)

## Pronombres interrogativos y exclamativos (Pronomes interrogativos e exclamativos)
São palavras para perguntar (¿?), ou exclamar (¡!). São os seguintes:
Interrogativos (usados em perguntas diretas ou indiretas)
- Qué Ex: ¿Qué es esto? - ¡Que maravilla!
- Quién Ex: ¿Quién es él?
- Quem em português é invariável, mas em espanhol admite o plural quienes
- Cuál Ex: ¿Cuál es tú edad?
- Cuánto Ex: ¿Cuánto tiempo necesítas? - ¡Cuánta gente!

Exclamativos (usados para expressar sentimentos, como alegria, admiração, espanto, surpresa, indignação)
- Cómo Ex: ¡Cómo está sucia esta cocina!
- Dónde Ex: ¡Dónde iremos a parar!